# Inyevo
Inyevo (en macédonien Ињево) est un village du sud-est de la Macédoine du Nord, situé dans la municipalité de Radovich. Le village comptait 1624 habitants en 2002.

## Démographie
Lors du recensement de 2002, le village comptait :
- Macédoniens : 1 623
- Serbes : 1